# Bella Menage
Arabella "Bella" Menage, senare Bella Sharpe, född på 1780-talet, död 1817, var en brittisk skådespelare och dansare. 
Hon gjorde sin debut på Drury Lane Theatre 1792 och var sedan verksam där fram till 1812; från 1798 med fast engagemang. Hon tillhörde teaterns större scenattraktioner under sin samtid. Menage var verksam både som skådespelare och som balettdansös. Baletten Le Corsaire på Haymarket Theatre 1801 sades ha gjort succé till större delen på grund av hennes insats. Hon var gift med musikern Michael William Sharpe.